# Bucsek Henrik
Bucsek Henrik (Budapest, 1906. június 26. – Budapest, 1997.) hegymászó, filatelista, üvegtechnikus, az ELTE tudományos főmunkatársa. A Magyar Hegymászó Klub és a BSE tiszteletbeli tagja, a magyar hegymászás nesztora.

## Élete
Édesapja Bucsek Henrik kárpitosmester, akit az első világháborúban elvesztett, édesanyja Münich Karolin háztartásbeli volt. Három testvére (Károly, Erna, Katalin) közt a legidősebb. Budapesten 1920-ban végezte el a polgári iskola négy osztályát, majd Ilmenauban a Glastechnische Hochschulén üvegtechnikai diplomát szerez. Édesapja halála miatt ő lesz a család fenntartója. 1934-ben önálló üvegtechnikai vállalatot alapított. Első feleségét fiatalon tüdőbajban elvesztette. Kassai Máriával kötött, második házasságából három lánygyermeke született (Mária, Katalin, Emőke). A második világháború után üzemét, melyben addigra már 18 alkalmazott dolgozott, államosították, és az Eötvös Loránd Tudományegyetem üvegtechnikai műhelyeként működhet tovább. Bucsekot is ott alkalmazzák tudományos főmunkatársként. Ilyen minőségben tanított az ELTE Természettudományi karán. Nyugdíjazása után még tevékenyen részt vesz az üvegtechnikai üzem életében. 90 éves korában halt meg Budapesten.

## Bucsek, a hegymászó
A hegymászással a Magyar Turista Egyesületben ismerkedett meg. Egy túra során, még minden gyakorlat nélkül, felmászott egy sziklára, hogy egy ott ragadt társát kisegítse szorult helyzetéből. Ennek a véletlen esetnek köszönhetően kezdett érdeklődni a hegymászás iránt. 1924-ben tagja lett az MTE-nek, és annak megszüntetéséig az is maradt.
Alapító tagja volt az MTE Zsigmondy Asztaltársaságnak. A két háború közötti időszakban a legjobb mászók közé tartozott. A Keleti-Alpokban 1924-től, a Tátrában 1926-tól, a Dolomitokban 1928-tól, a Lengyel-Tátrában 1929-től, a Nyugati-Alpokban 1932-től mászott. Ezekben a hegységekben az ő nevéhez fűződik sok csúcsnak az első magyar megmászása. A mászásokra többnyire állandó partnere, Skolil Ottó kísérte el.
A második világháború után Hárshegyi Sándorral közösen rendbe hozta a Lajos-forrási menedékházat. Széles körben terjesztette a természetjárás, a síelés, a sportolás és a hegymászás szeretetét. Tevékenyen részt vett a pilisi mászóiskolák karbantartásában, és segített a nagy-szénási és a nagy-hideghegyi sífelvonók építésében is.
1956-ban a Hegymászó Bizottság elnöke lett, és ezt a posztot egészen 1964-ig töltötte be. A Bizottságnak még évtizedeken át a tagja maradt. A Magyar Hegymászó Klub tiszteletbeli tagjává választotta. 1956-ban a Tátrában a Kis-Koncsisztát és az Ökörhát-gerincet járta be. 1964-ben a Ziller-völgyi Alpokban mászott. 1972-ben hatvanhat évesen mászta meg Perge Ferenc és Tátrai Ruppert mászótársaival a Matterhornt és a Piz Bernina Bianco gerincét, 1979-ben hetvenhárom évesen a Mönchöt. 1979-ben a hegymászó közéletben végzett kiemelkedő munkájáért megkapta a „Sport érdemérem” ezüst fokozatát. Hetvenhat évesen, 1982-ben még a Kaukázusban mászott 5000 méter feletti csúcsokat.

## A filatelista
Hosszú éveken keresztül a Magyar Bélyeggyűjtők Országos Szövetségének az elnöke volt.
A magashegyek és azok élete című bélyeggyűjteménye több kiállításon nagy sikerrel szerepelt. A különleges gyűjtemény több tiszteletdíjat és elismerő érmet kapott. 

## Írásai
1924-től kezdve  húsz éven keresztül a Turisták Lapja munkatársa. Később munkatársa volt a Hegymászó Híradónak, a Hegymászónak és a Turista Magazinnak. Eötvös Loránd hegymászó pályafutását kutatta. Ebben a témában publikációja is megjelent. Sok hegymászó tárgyú írása jelent meg napilapokban is. A Sport kiadónál szaklektorként alkalmazzák, (például Jožo Simko Tátrakalauzánál, és az Autóval a Magas-Tátrában című könyvnél). Sok szakirodalmi fordítása jelent meg. 
- Dr. Komarnicki Gyula halála után Bucsek Henrik fejezte be és rendezte sajtó alá az 1978-ban kiadott Dr. Komarnicki Gyula: "A Magas-Tátra hegyvilága" című hegymászókalauzt. Ez a kalauz 1985-ben további átdolgozás után újra megjelent. Ezért "Ezüst gerely" díj II. fokozatában részesült.
- A magyar hegymászás története 1873-ig[halott link], (Hegymászó Híradó, 1973., 3. szám, 3-11. o.)
- Eötvös Loránd a hegymászó, in Fizikai Szemle, XIX. évfolyam (1969), 8. szám.
- MTE Zsigmondy társaság. A Zsigmondyak.
- Kisgyörgy Ádám, Bucsek Henrik: Töredék a magyar hegymászás történetéből, kiadta a MAFC elnöksége, Miskolc 1973.